# 穴田真規
穴田 真規（あなだ まさき、1993年2月1日 - ）は、大阪府箕面市出身の元プロ野球選手（内野手）。
2011年から2013年までは、NPBの阪神タイガースで育成選手としてプレー。2014年から2017年までは、社会人野球のクラブチームである和歌山箕島球友会でプレーを続けていた。

## 経歴

### プロ入り前
箕面市立西小学校2年時に「みのおクラブ」で軟式野球、3年時から「宝塚リトルリーグ」で硬式野球を始める。宝塚リトルでは、山田哲人とチームメイトだった。箕面市立第一中学校在学中に所属していた「淀川シニア」では、投手・捕手・右翼手などを経験。大阪府立箕面東高校への進学後には、硬式野球部の主将を務めながら、在学中に対外試合で通算31本塁打を記録した。
高校時代には春夏とも阪神甲子園球場での全国大会へ出場できなかったが、2010年のNPB育成ドラフト会議では、同球団が本拠地である阪神タイガースから3巡目で指名。支度金200万円、年俸300万円（金額は推定）という条件で、育成選手として入団した。背番号は127。

### 阪神時代
2011年には、ウエスタン・リーグ公式戦9試合に出場。打率.231、1本塁打を記録した。
2012年には、ウエスタン・リーグ公式戦30試合に出場したものの、打率.108、1打点という成績でシーズンを終えた。
2013年には、ウエスタンリーグ公式戦34試合の出場で、打率.257をマーク。しかし、支配下選手登録への移行や一軍公式戦への出場機会がないまま、10月21日に球団から戦力外通告を受けた。10月31日付で、NPBから自由契約選手として公示。

### 阪神退団後
2014年に、和歌山県唯一の社会人野球チームである和歌山箕島球友会へ入部。主力選手として、チームを2度の全日本クラブ野球選手権大会優勝・社会人野球日本選手権大会出場に導いた。背番号は、阪神に同期・同年齢で入団した中谷将大と同じ60。
その一方で、2016年のクラブ選手権予選終盤の得点機で臨んだ打席で三振したことを機に、現役を退くことを決意。実際には翌2017年にもプレーを続けたが、日本選手権への出場を花道に引退した。現役最後の試合であった明治安田生命との日本選手権1回戦では、8回表2死2塁で迎えた最終打席で、中堅への適時打を放っている。現在は尼崎市内の企業に勤務している。

## 選手としての特徴・人物
50m走で6秒6を計測したほどの俊足と、105mの距離を投げられるほどの強肩と、シュアな打撃が持ち味のスラッガー。箕面東高校時代に指導を受けた長谷至康監督は、大阪府立渋谷高等学校の監督時代に中村紀洋を指導した経験から「打球の飛距離はノリ（中村）以上」と評価した。
和歌山箕島球友会への参加を機に、チームの有力スポンサーで、和歌山県内を中心にスーパーマーケット事業を展開するマツゲンの御坊店（同県御坊市）惣菜売場に2018年1月20日まで勤務。店舗の営業日には、朝6時の始業から惣菜を揚げ続けると、終業後の17時から21時までチームの練習に参加していた。その一方で、普段からチームぐるみで地域活動に参加しているため、地元の子どもたちからの人気が高かったという。

## 詳細情報

### 年度別打撃成績
- 一軍公式戦出場なし

### 背番号
- 127 （2011年 - 2013年）

### 登場曲
- 「Don't Be Afraid」098（2011年 - 2012年）
- 「Don’t be afraid ~098 from チェケラッチョ~」098（2013年）